# Savoia-Marchetti S.M.73
Il Savoia-Marchetti S.M.73 era un trimotore di linea ad ala bassa prodotto dall'azienda italiana Savoia-Marchetti negli anni trenta.
Il prototipo venne portato in volo per la prima volta il 4 giugno 1934; macchina robusta e versatile prestò servizio durante la seconda guerra mondiale ed alcuni esemplari volavano ancora nel dopoguerra, servendo come trasporti militari.
Mediante una rivisitazione del progetto dell'S.M.73, la Savoia-Marchetti realizzò poco tempo dopo il bombardiere S.M.81 "Pipistrello"

## Storia del progetto
Lo S.M.73 fu il primo della "generazione" dei trimotori progettati da Alessandro Marchetti. Il suo progetto risaliva al 1933, anno in cui l'azienda milanese decise di differenziare la propria produzione, fino ad allora prevalentemente incentrata su idrovolanti.
La realizzazione del primo prototipo non richiese molto tempo: già il 4 giugno 1934 effettuò il primo volo dalla base di Cameri (all'epoca sede di uno degli stabilimenti dell'azienda).
L'aereo si presentava con una caratteristica serie di finestrini che correva, praticamente senza interruzione, lungo le fiancate della fusoliera e montava motori Gnome-Rhône 9K Mistral (radiali a 9 cilindri raffreddati ad aria) azionanti eliche in legno (bipala nei motori laterali e quadripala in quello centrale).
La compagnia aerea belga Sabena ordinò i primi 5 esemplari, che furono consegnati nel corso del 1935: rispetto al prototipo queste macchine ebbero la finestratura tradizionale, eliche tripala metalliche per tutti i motori e modifiche ai piani di coda.

## Tecnica
Lo S.M.73 era un monoplano ad ala bassa (a sbalzo) e carrello fisso (di tipo triciclo posteriore). La struttura era in tubi metallici con rivestimento in compensato e tela. Particolare attenzione fu dedicata all'impianto di riscaldamento, come comfort per i passeggeri.
I piloti erano disposti in posizione affiancata nella cabina ed alle loro spalle avevano le postazioni destinate al marconista ed al motorista.
Nella fusoliera, in condizioni standard, erano previsti posti per 18 passeggeri, disposti su due file di sedili singoli.
I tre motori, frequentemente diversi in base all'ordine specifico di ogni compagnia, furono sempre radiali ed a 9 cilindri; in qualunque caso il velivolo mostrò prestazioni d'avanguardia (per l'epoca) e buone capacità di carico.

## Impiego operativo

### Anteguerra

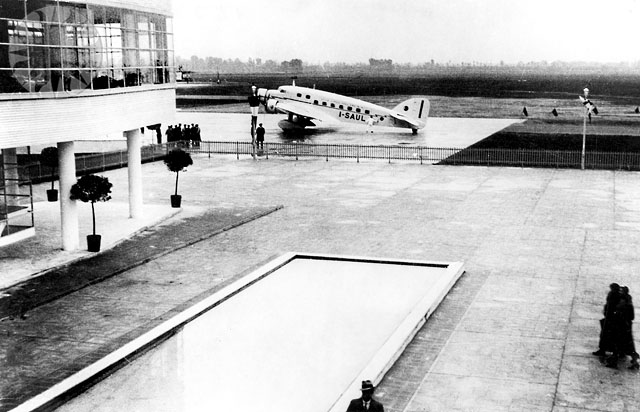
Un Savoia-Marchetti S.M. 73 mentre rulla sulla pista dell'Aeroporto di Linate

La Sabena destinò gli S.M.73 alle rotte Londra-Parigi-Bruxelles-Amburgo-Copenaghen-Malmö, Bruxelles-Lilla-Ostenda ed alla Londra-Ostenda.
Sempre nel 1935 ebbero inizio le consegne all'Ala Littoria; in questo caso venne richiesta l'installazione di motorizzazioni differenti: un primo esemplare venne munito di motori Piaggio P.X "Stella", a cui fecero seguito nove velivoli motorizzati con Wright Cyclone (entrambi radiali a 9 cilindri). In un periodo successivo vennero acquistati altri tre aerei dotati di motori Piaggio.
Il primo volo per l'Ala Littoria (svoltosi il 19 dicembre 1935) fu destinato a trasportare 200 000 lettere destinate agli italiani in Africa Orientale. Il velivolo raggiunse Asmara quattro giorni dopo (ed oltre 6 600 km percorsi), per rientrare a Roma il successivo 6 gennaio. Questo volo, leggermente rivisto nel percorso (accorciato di circa 600 km), divenne regolare tratta passeggeri nel corso dello stesso anno.
Sempre l'Ala Littoria impiegò lo S.M.73 per collegamenti Roma-Berlino (quotidiani), Roma-Salonicco (trisettimanali) e, a partire dal 1937, per collegare la capitale con altre città (italiane, europee, nordafricane).
In Italia lo S.M.73 fu acquistato anche dalle Avio Linee Italiane, questa volta motorizzato con gli Alfa Romeo 126 RC.34 (ancora una volta, radiali a 9 cilindri).
Infine, nel 1937, tre esemplari vennero acquistati dalla cecoslovacca CSA, che chiese fossero dotati di motori Walter Pegasus IIM2.

### Periodo bellico
Lo scoppio della seconda guerra mondiale determinò la fine della carriera commerciale dello S.M.73.
I primi esemplari interessati dal conflitto furono i velivoli della Sabena: inquadrati nei reparti dell'Reale aeronautica militare belga, operarono a supporto delle truppe alleate contro l'invasione tedesca. Nel maggio del 1940 sette esemplari superstiti riuscirono a fuggire verso il Regno Unito, dove furono impiegati dalla Royal Air Force. Trasferiti in Nordafrica per essere utilizzati nelle missioni di trasporto tattico nell'ambito dell'omonima campagna, quattro di essi vennero catturati dalle truppe italiane e trasferiti nei reparti della Regia Aeronautica.
Per quanto riguarda l'Italia, al momento dell'entrata in guerra, nove S.M.73 erano impegnati sotto le insegne dell'Ala Littoria in Africa Orientale e qui vennero militarizzati. Gli esemplari di base in madrepatria vennero inquadrati nella 605ª e nella 606ª squadriglia del 148º Gruppo Trasporti.
Dopo la caduta dei territori coloniali, tre S.M.73 riuscirono, avventurosamente, a rientrare in Italia e trovarono nuovo impiego nella 247ª Squadriglia operante sul fronte orientale a supporto del Corpo di Spedizione Italiano in Russia.
A dimostrazione della loro robustezza, alcuni S.M.73 erano ancora operativi all'epoca dell'armistizio: tre prestarono servizio sotto le insegne dell'Aeronautica Cobelligerante Italiana (Regno del Sud), uno (matricola 60352, ex I-NOVI) venne requisito dalla Luftwaffe e assegnato alla Deutsche LuftHansa (DLH) che, reimmatricolato D-APGX, lo impiegò per collegamenti interni ed un altro S.M.73 (I-STAR) venne inquadrato nel Reparto Aereo Collegamento dell'Aeronautica Nazionale Repubblicana dove volò almeno fino all'agosto del 1944. Infine risulta un ultimo S.M.73 in servizio presso il Gruppo Trasporto Velivoli dell'ANR (di cui non è però nota l'immatricolazione).

## Utilizzatori

### Civili
Belgio

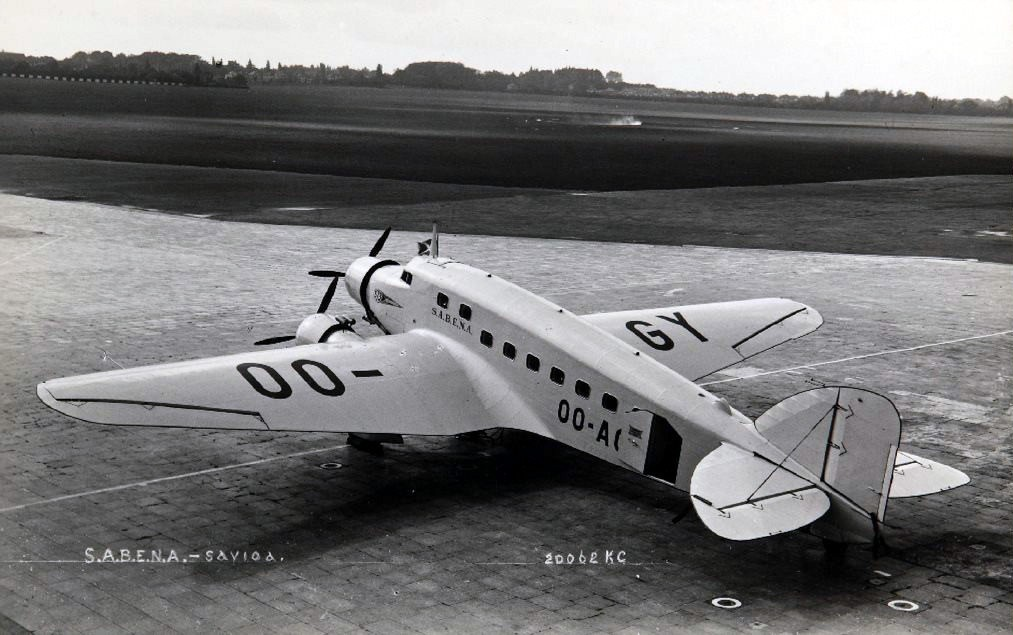
Savoia-Marchetti S.M.73, Sabena

- Sabena: 5 esemplari acquistati dalla casa costruttrice, altri 7 costruiti su licenza dalla SABCA.

 Cecoslovacchia
- Czech Airlines

 Germania
- Deutsche LuftHansa (DLH): un esemplare requisito in Italia dopo l'armistizio dell'8 settembre 1943.

 Italia
- Ala Littoria
- Avio Linee Italiane (ALI)

### Militari
Belgio
- Aéronautique Militaire/Militair Vliegwezen: impiegò i velivoli della Sabena allo scoppio della seconda guerra mondiale;

 Italia
- Regia Aeronautica

 Regno del Sud
- Aeronautica Cobelligerante Italiana

 Repubblica Sociale Italiana
- Aeronautica Nazionale Repubblicana

 Regno Unito
- Royal Air Force: utilizzò 7 velivoli fuggiti dal Belgio, in seguito all'invasione tedesca.

### Annotazioni
1. ↑  Si trattava del Bristol Pegasus, ennesimo radiale a 9 cilindri, prodotto su licenza dall'azienda cecoslovacca.

### Fonti
1. 1 2 3 4 5 6  Boroli e Boroli 1983, p. 35.
2. 1 2 3 4 5 6 7 8 9 10 11 12 13  Angelucci e Matricardi 1979, pp. 121-2.
3. 1 2 3 4 5 6 7 8  Angelucci e Matricardi 1979, pp. 174-5.
4. ↑  Apostolo 1981, p. 168.
5. ↑  Arena 1995, p. 147.
6. ↑  Arena 1995, p. 219.
7. ↑  Arena 1995, pp. 245-6.

### Pubblicazioni
- Daniele Lembo, SIAI 81 Pipistrello, in Aerei nella Storia, n. 33, Parma, Delta Editrice.